# La Fumette
La Fumette is een Belgisch bier van hoge gisting.
Het bier wordt gebrouwen in Brasserie Artisanale Millevertus te Breuvanne.
Het is een amberkleurig bier met een alcoholpercentage van 6,5%. Het wordt gebrouwen met gerookte mout uit Duitsland in combinatie met 5 andere moutsoorten en 4 soorten hop.